# كتائب البعث
كانت كتائب البعث مجموعة تطوعية مؤلفة من أعضاء من حزب البعث السوري، معظمهم من المسلمين السنة من سوريا والعديد من الدول العربية، تابعين للحكومة السورية. وقد تم تشكيلها في حلب تحت قيادة هلال هلال، الأمين القطري المساعد الحالي، بعد أن استولى المتمردون على معظم النصف الشرقي من المدينة في صيف عام 2012. في البداية، استُخدمت كتائب البعث لحراسة المباني الحكومية وغيرها من المنشآت الرئيسية في حلب، لكن دورها توسع مع تزايد قوتها من 5,000 عضو في نوفمبر 2012 إلى 7,000 عضو في ديسمبر 2013. وأنشئت وحدات في وقت لاحق في اللاذقية و‌طرطوس. وفي نهاية عام 2013، بدأت الكتائب في الانتشار في دمشق، وأُسندت لمهمة تعيين نقاط التفتيش وإجراء «عمليات لوجستية خفيفة». قادوا الهجوم على مدينة حلب القديمة في أوائل عام 2014.
شاركت كتائب البعث في رفع الحصار الذي دام ثلاث سنوات في قاعدة كويرس الجوية العسكرية إلى جانب قوات الفهد النخبوية و‌قوات الدفاع الوطني.
وسبق لكتائب البعث ان قادها رائد بن علي الغضبان، وهو عضو رفيع المستوى في فرع دير الزور في حزب البعث. واستقال من قيادة الكتائب عام 2017 ليصبح عضوا في اللجنة المركزية للحزب وعضوا في وفد الحكومة السورية إلى محادثات سوتشي للسلام في إطار عملية السلام السورية.
وفي 27 فبراير 2017، ذُكر أن العقيد سلامة محمد، وهو قائد كبير في كتائب البعث وقائد فرع محافظة طرطوس، قُتل أثناء القتال في المنطقة المحيطة بحماة. غير أن البعض زعموا أن محمد مات بدلا من ذلك بنوبة قلبية.
وقد تشكل فيلق البعث التابع للفيلق الخامس للجيش السوري من متطوعين من كتائب البعث.
وبحلول منتصف عام 2018، بدأت الحكومة السورية في حل كتائب البعث، فضلا عن الميليشيات الأخرى الموالية للحكومة، ودمج أجزاء منها في الجيش السوري.
وفي أعقاب اتفاق تجريد إدلب من السلاح في سبتمبر 2018، تم حل كتائب البعث. وأعلن زعيم الجماعة آنذاك، جهاد بركات، على صفحته على فيسبوك أن «العمليات العسكرية التي قامت بها قوات البعث قد انتهت تماما».